# Trachypus rugosus
Trachypus rugosus là một loài rêu trong họ Trachypodaceae. Loài này được Lindb. mô tả khoa học đầu tiên năm 1865.